# 武仙座V533
武仙座V533（V533 Herculis）是一颗位于武仙座的新星，1963年爆发。爆发时最亮视星等为3等。

## 天球坐标
- 赤经：18h 14m 19s.98
- 赤纬：+41° 51' 23".2